# Aquapark Tatralandia

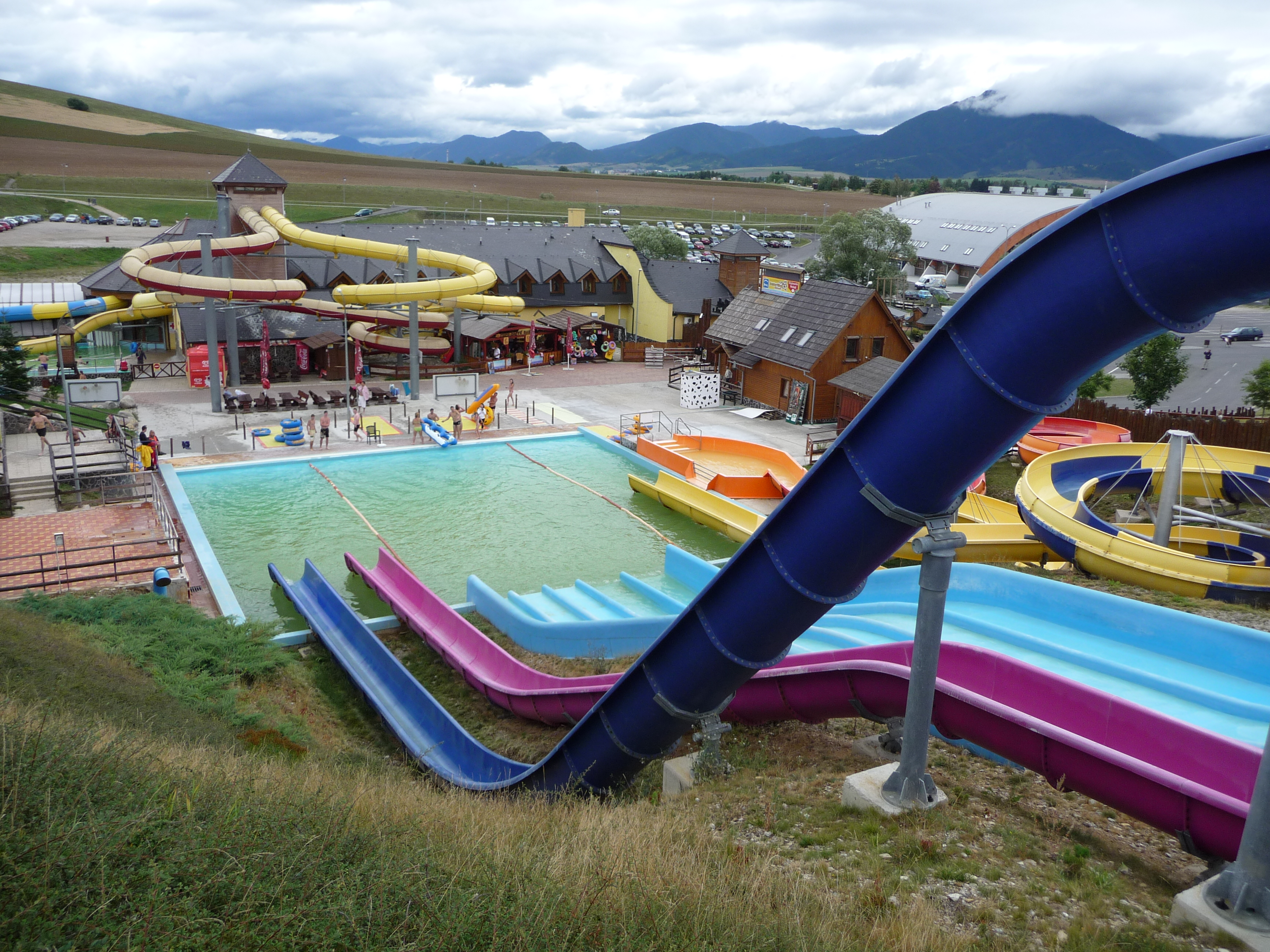
Aquapark Tatralandia

Der Aquapark Tatralandia ist der größte Thermen- und Wasserpark in der Slowakei und einer der größten in Mitteleuropa.
Er befindet sich ca. 2 km nordwestlich von Liptovský Mikuláš (Liptau-St. Nikolaus) im Stadtteil Ráztoky am nördlichen Ufer des Liptauer Stausees (Liptovská Mara). Das Thermalwasser kommt aus einer 2.500 Meter tiefe Bohrung und hat eine Temperatur von 60,7 °C.
Während des Sommers sind u. a. 11 Thermalbassins mit den Wasserattraktionen geöffnet,  eine Wasserkletterwand, Wasserspeier, Sprudelbrunnen,  Wasserschaukel, Rutschbahnen für Kinder und 27 Rutschbahnen u. a. für Toboggan und eine Raftingtoboggan.
Zum Komplex des Tatralandes gehören außerdem ein Restaurant, Kongress- und Schulungsräume, ein Minimarkt und Sportplätze, die ganzjährig geöffnet sind.